# Noël blanc (film, 1954)
Pour les articles homonymes, voir Noël blanc.
Pour plus de détails, voir Fiche technique et Distribution.
Noël blanc (White Christmas) est un film de Noël musical américain réalisé par Michael Curtiz avec Bing Crosby et Danny Kaye et sorti en 1954.

## Synopsis
Deux soldats, Bob Wallace et Phil Davis, décident après la Seconde Guerre mondiale qu'ils ont traversée ensemble de former un duo de chant. Ils reçoivent une lettre d'un ancien camarade de l'armée leur demandant d'assister au spectacle de ses deux sœurs. Les deux amis s'y rendent, Phil nourrissant secrètement l'espoir que Bob s'entiche d'une femme pour qu'il puisse bénéficier d'un peu de temps libre de son côté. Rendu là-bas, la plus jeune des deux sœurs, Judy, plait immédiatement à Phil qui lui donne ses billets de train pour se rendre dans le Vermont lorsque le propriétaire de son appartement arrive et menace de les mettre à la porte, sa sœur et elle. Bob et Phil prennent d'autres billets de train, Bob ignorant le pourquoi de la chose, et ils retrouvent les sœurs à bord du train. Ils se rendent dans le Vermont ensemble et s'arrêtent par hasard dans l'auberge que possède le général qui dirigeait Bob et Phil durant la guerre. Comme ils lui vouent une grande admiration, ils décident de lui concocter une petite surprise pour égayer son temps des fêtes…

## Fiche technique
- Titre original : White Christmas
- Titre français : Noël blanc
- Réalisateur : Michael Curtiz, assisté de Bernard McEveety (non crédité)
- Scénario : Norman Krasna, Norman Panama, Melvin Frank
- Costumes : Edith Head
- Photographie : Loyal Griggs
- Musique et lyrics : Irving Berlin
- Chorégraphie : Robert Alton
- Montage : Frank Bracht
- Producteur : Robert Emmett Dolan
- Société de production : Paramount Pictures
- Pays de production : États-Unis
- Langue : Anglais
- Genre : Film musical
- Durée : 120 minutes
- Premier film en couleurs tourné en VistaVision
- Dates de sortie :
  - États-Unis : 14 octobre 1954
  - France : 22 décembre 1954, la Paramount estimant judicieux la sortie de ce film « spectacle le plus sain, le plus joyeux, le plus gai, le plus charmant qu'on ait jamais vu »[1], en cette période des fêtes de fin d'année.
- Affiche : Boris Grinsson (France)

## Distribution
- Bing Crosby  (V.F : René Fleur) : Bob Wallace
- Danny Kaye  (V.F : Yves Furet) : Phil Davis
- Rosemary Clooney  (V.F : Jacqueline Ferriere) : Betty Haynes
- Vera Ellen  (V.F : Lily Baron) : Judy Haynes
- Dean Jagger  (V.F : Jean Mauclair): Major Général Thomas F. Waverly
- Mary Wickes  (V.F :  Marie Francey) : Emma Allen
- John Bascia : John
- Anne Whitfield : Susan Waverly
- George Chakiris : un danseur
- Carl Switzer (Les Petites Canailles) : en photo
- Herb Vigran (V.F : Richard Francoeur) : Novello

Acteurs non crédités
- James Brown  (V.F :  Roger Rudel) : le voisin
- Gavin Gordon : Général Harold G. Carlton
- Grady Sutton : M. Herring, invité de la fête chez le général

## Bande originale
Toutes les chansons ont été écrites par Irving Berlin.
- White Christmas (Crosby)
- The Old Man (Crosby, Kaye, and Men's Chorus)
- Medley: Heat Wave / Let Me Sing and I'm Happy / Blue Skies (Crosby & Kaye)
- Sisters (Clooney)
- The Best Things Happen While You're Dancing (Kaye & Stevens)
- Snow (Crosby, Kaye, Clooney & Stevens)
- Sisters (reprise) (Clooney)
- Minstrel Number: I'd Rather See a Minstrel Show / Mister Bones / Mandy (Crosby, Kaye, Clooney, Stevens & Chœur)
- Count Your Blessings Instead of Sheep (Crosby & Clooney)
- Choreography (Kaye)
- The Best Things Happen While You're Dancing (reprise) (Kaye & Chorus)
- Abraham (instrumental)
- Love, You Didn't Do Right By Me (Clooney)
- What Can You Do with a General? (Crosby)
- The Old Man (reprise) (Crosby & Men's Chorus)
- Gee, I Wish I Was Back in the Army (Crosby, Kaye, Clooney & Stevens)
- White Christmas (final) (Crosby, Kaye, Clooney, Stevens & Chœur)